# Mực ống châu Âu
Mực ống châu Âu (danh pháp hai phần: Loligo vulgaris) là một loài mực ống lớn thuộc họ Loliginidae. Nó hiện diện nhiều trong các vùng nước ven biển từ Biển Bắc đến bờ biển phía tây của châu Phi. Loài này sống từ mực nước biển đến độ sâu 500 m. Lớp vỏ của nó có chiều dài lên đến 40 cm. Loài này được mở rộng khai thác thủy sản thương mại.
Loligo reynaudii, mực ống Hảo Vọng, trước đây được coi là một phân loài của L. vulgaris.

## Hình ảnh

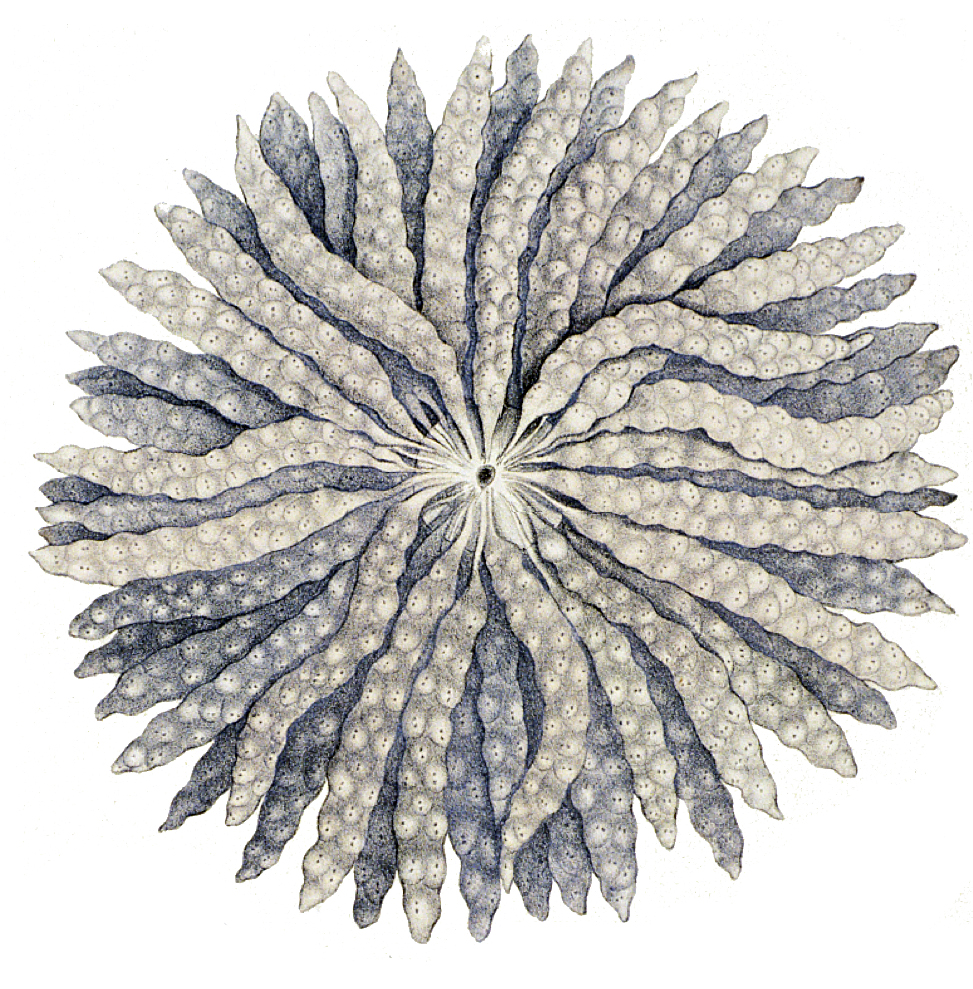
Egg mass
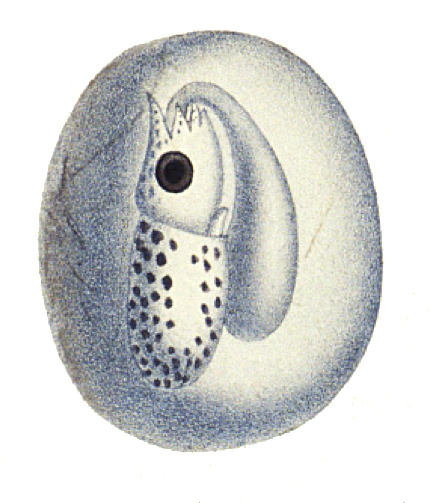
Embryo
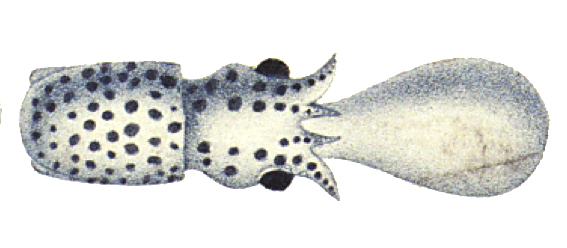
Embryo
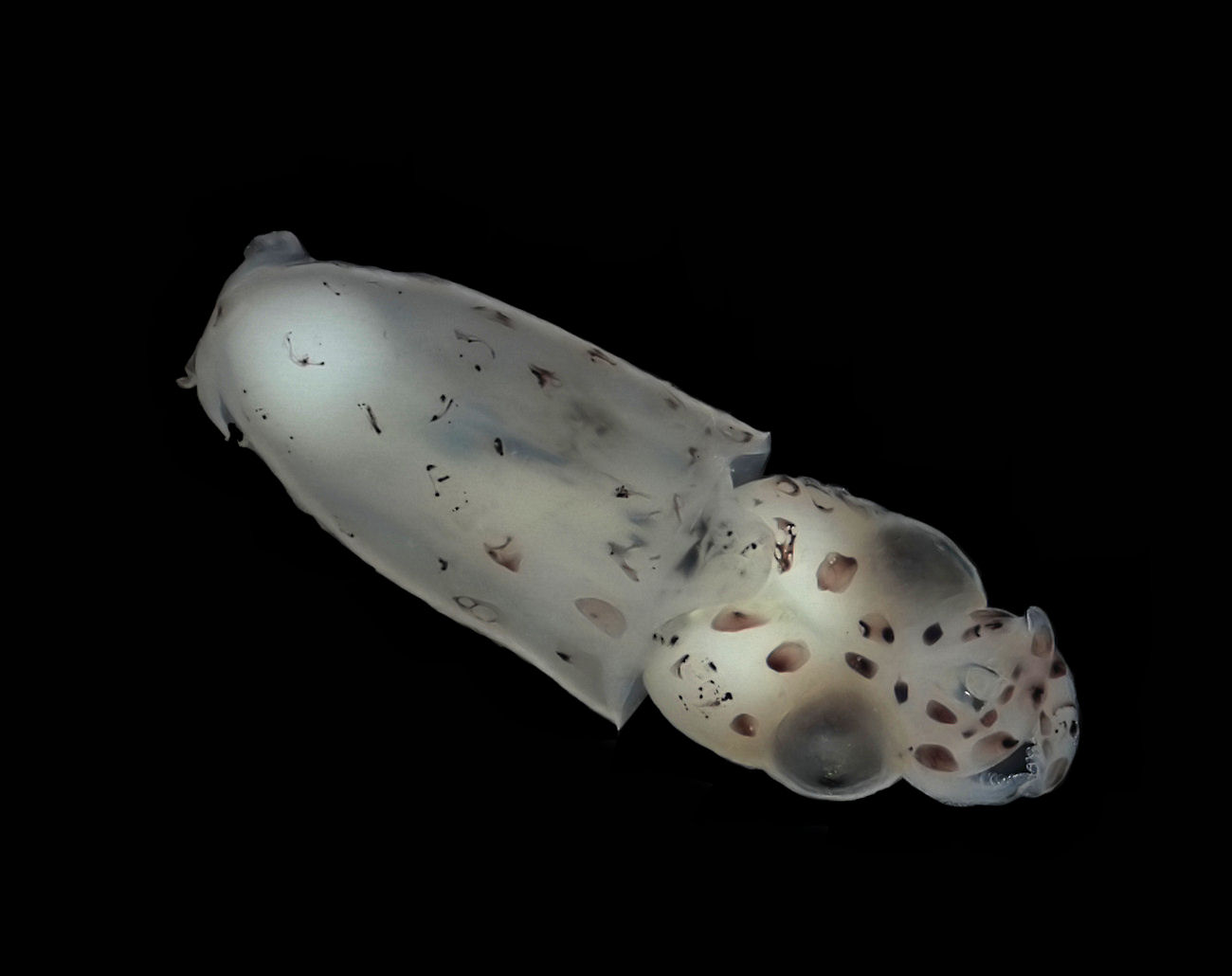
co nhỏ